# Bahnstrecke Etzwilen–Singen
| |                                         |                                           |                                           |
| Streckennummer (DB): | 4320 (Staatsgrenze–Singen (Hohentwiel)) |                                           |                                           |
| Streckennummer (BAV): | 819 (Etzwilen–Staatsgrenze)             |                                           |                                           |
| Kursbuchstrecke (DB): | ex 304h                                 |                                           |                                           |
| Streckenlänge: | 13,29 km                                |                                           |                                           |
| Spurweite: | 1435 mm (Normalspur)                    |                                           |                                           |
| Streckenklasse: | C3                                      |                                           |                                           |
| Maximale Neigung: | 13 ‰                                    |                                           |                                           |
| Streckengeschwindigkeit: | 40 km/h                                 |                                           |                                           |
| |                                         |                                           |                                           |
| \| \| \| von Winterthur \| \| \| \| \| von Schaffhausen \| \| \| \| 31,81 \| Etzwilen \| Etzwilen \| \| \| \| nach Konstanz / Stein am Rhein \| \| \| \| 32,78 \| Breitloo (Nur Fussgänger/Fahrräder) \| Breitloo (Nur Fussgänger/Fahrräder) \| \| \| 32,8 \| Hauptstrasse 13 \| Hauptstrasse 13 \| \| \| 33,35 \| Seplingstrasse \| Seplingstrasse \| \| \| 33,6 \| Rhein, Eisenbahnbrücke Hemishofen (252 m) \| Rhein, Eisenbahnbrücke Hemishofen (252 m) \| \| \| 33,9 \| Hemishoferstrasse \| Hemishoferstrasse \| \| \| 34,33 \| Hemishofen \| Hemishofen \| \| \| 34,6 \| Hemishoferbach \| Hemishoferbach \| \| \| 34,7 \| Oberwalderstrasse \| Oberwalderstrasse \| \| \| 34,9 \| Hauptstrasse \| Hauptstrasse \| \| \| 37,27 \| Wiesholz (Feldweg) \| Wiesholz (Feldweg) \| \| \| 37,77 \| Ramsen \| Ramsen \| \| \| 37,8 \| Wiesholzerstrasse \| Wiesholzerstrasse \| \| \| 38,23 \| Staatsgrenze Schweiz–Deutschland \| Staatsgrenze Schweiz–Deutschland \| \| \| 38,33 \| Buttelen (Feldweg) \| Buttelen (Feldweg) \| \| \| 39,31 \| Arlener Straße \| Arlener Straße \| \| \| 40,4 \| Doktor-Fritz-Guth-Straße \| Doktor-Fritz-Guth-Straße \| \| \| 40,6 \| Radolfzeller Aach \| Radolfzeller Aach \| \| \| 40,7 \| Albert-Ten-Brink-Straße \| Albert-Ten-Brink-Straße \| \| \| 41,0 \| Hegaustraße \| Hegaustraße \| \| \| 41,11 \| Rielasingen (ehemals: Arlen-Rielasingen) \| Rielasingen (ehemals: Arlen-Rielasingen) \| \| \| 41,21 \| Hauptstraße \| Hauptstraße \| \| \| 41,61 \| Buchenweg \| Buchenweg \| \| \| 42,61 \| Worblinger Straße/Berliner Straße \| Worblinger Straße/Berliner Straße \| \| \| 43,2 \| Bohlinger Straße \| Bohlinger Straße \| \| \| 43,65 \| Georg-Fischer-Straße (Kreisverkehr) \| Georg-Fischer-Straße (Kreisverkehr) \| \| \| 44,08 \| Ostendstraße \| Ostendstraße \| \| \| 44,4 \| Fittingstraße \| Fittingstraße \| \| \| \| von Konstanz \| \| \| \| 45,1 \| Singen (Hohentwiel) \| Singen (Hohentwiel) \| \| \| \| nach Basel \| \| \| \| \| nach Beuren-Büsslingen \| \| \| \| \| nach Offenburg \| \| \| \| \| \| \| \| Quellen: [1] \| \| \| \| |                                         |                                           |                                           |
| Strecke |                                         | von Winterthur                            | von Winterthur                            |
| Abzweig geradeaus und von links |                                         | von Schaffhausen                          | von Schaffhausen                          |
| Bahnhof | 31,81                                   | Etzwilen                                  | Etzwilen                                  |
| Abzweig geradeaus und nach rechts |                                         | nach Konstanz / Stein am Rhein            | nach Konstanz / Stein am Rhein            |
| Bahnübergang | 32,78                                   | Breitloo (Nur Fussgänger/Fahrräder)       | Breitloo (Nur Fussgänger/Fahrräder)       |
| Brücke | 32,8                                    | Hauptstrasse 13                           | Hauptstrasse 13                           |
| Brücke | 33,35                                   | Seplingstrasse                            | Seplingstrasse                            |
| Brücke über Wasserlauf | 33,6                                    | Rhein, Eisenbahnbrücke Hemishofen (252 m) | Rhein, Eisenbahnbrücke Hemishofen (252 m) |
| Brücke | 33,9                                    | Hemishoferstrasse                         | Hemishoferstrasse                         |
| Bahnhof | 34,33                                   | Hemishofen                                | Hemishofen                                |
| Brücke über Wasserlauf | 34,6                                    | Hemishoferbach                            | Hemishoferbach                            |
| Brücke | 34,7                                    | Oberwalderstrasse                         | Oberwalderstrasse                         |
| Brücke | 34,9                                    | Hauptstrasse                              | Hauptstrasse                              |
| Bahnübergang | 37,27                                   | Wiesholz (Feldweg)                        | Wiesholz (Feldweg)                        |
| Bahnhof | 37,77                                   | Ramsen                                    | Ramsen                                    |
| Bahnübergang | 37,8                                    | Wiesholzerstrasse                         | Wiesholzerstrasse                         |
| Grenze | 38,23                                   | Staatsgrenze Schweiz–Deutschland          | Staatsgrenze Schweiz–Deutschland          |
| Bahnübergang | 38,33                                   | Buttelen (Feldweg)                        | Buttelen (Feldweg)                        |
| Bahnübergang | 39,31                                   | Arlener Straße                            | Arlener Straße                            |
| Brücke | 40,4                                    | Doktor-Fritz-Guth-Straße                  | Doktor-Fritz-Guth-Straße                  |
| Brücke über Wasserlauf | 40,6                                    | Radolfzeller Aach                         | Radolfzeller Aach                         |
| Brücke | 40,7                                    | Albert-Ten-Brink-Straße                   | Albert-Ten-Brink-Straße                   |
| Bahnübergang | 41,0                                    | Hegaustraße                               | Hegaustraße                               |
| Bahnhof | 41,11                                   | Rielasingen (ehemals: Arlen-Rielasingen)  | Rielasingen (ehemals: Arlen-Rielasingen)  |
| Brücke | 41,21                                   | Hauptstraße                               | Hauptstraße                               |
| Bahnübergang | 41,61                                   | Buchenweg                                 | Buchenweg                                 |
| Bahnübergang | 42,61                                   | Worblinger Straße/Berliner Straße         | Worblinger Straße/Berliner Straße         |
| Bahnübergang | 43,2                                    | Bohlinger Straße                          | Bohlinger Straße                          |
| Bahnübergang | 43,65                                   | Georg-Fischer-Straße (Kreisverkehr)       | Georg-Fischer-Straße (Kreisverkehr)       |
| Bahnübergang | 44,08                                   | Ostendstraße                              | Ostendstraße                              |
| Brücke | 44,4                                    | Fittingstraße                             | Fittingstraße                             |
| Abzweig geradeaus und von rechts |                                         | von Konstanz                              | von Konstanz                              |
| Bahnhof | 45,1                                    | Singen (Hohentwiel)                       | Singen (Hohentwiel)                       |
| Abzweig geradeaus und nach links |                                         | nach Basel                                | nach Basel                                |
| Abzweig geradeaus und ehemals nach links |                                         | nach Beuren-Büsslingen                    | nach Beuren-Büsslingen                    |
| Strecke |                                         | nach Offenburg                            | nach Offenburg                            |
| |                                         |                                           |                                           |
| Quellen: |                                         |                                           |                                           |

Die Bahnstrecke Etzwilen–Singen ist eine nicht elektrifizierte grenzüberschreitende Eisenbahnstrecke in der Schweiz und Deutschland zwischen Etzwilen und Singen (Hohentwiel). Sie wurde 1875 von der Schweizerischen Nationalbahn (SNB) eröffnet, 1878 von der Schweizerischen Nordostbahn (NOB) und 1902 von den Schweizerischen Bundesbahnen (SBB) übernommen. 2004 wurde die Strecke stillgelegt und zwischen 2007 und 2020 als Museumsbahn wieder in Betrieb genommen.

## Geschichte
Die Strecke wurde am 17. Juli 1875 von der Schweizerischen Nationalbahn (SNB) eröffnet. Am gleichen Tag wurden auch die Bahnstrecken Etzwilen–Konstanz und Kreuzlingen–Kreuzlingen Hafen sowie die Bahnstrecke Winterthur–Etzwilen eröffnet. Die Bahngesellschaft ging schon 1878 in Konkurs. Daraufhin wurde die Strecke von der Schweizerischen Nordostbahn (NOB) übernommen. Ab 1902 gehörte sie zum Streckennetz der Schweizerischen Bundesbahnen (SBB).
Die Bahnstrecke gehört zu den wenigen Strecken der SBB, die nie elektrifiziert waren. Sie war bei ihrer Stilllegung 2004 die letzte nicht elektrifizierte Strecke der SBB. Der Personenverkehr wurde bereits am 31. Mai 1969 eingestellt. Danach wurde sie lange Zeit noch von den Zügen der rollenden Landstrasse zwischen Rielasingen und Lugano benutzt. Die schwache Rheinbrücke Hemishofen, die fehlende Fahrleitung sowie der Entscheid, das Terminal nach Singen zu verlegen, führten zur Aufgabe des Güterverkehrs zwischen Ramsen SH und Etzwilen am 12. Dezember 2004. Der Güterverkehr zwischen Singen und Ramsen war schon 1996 eingestellt worden.
Die am 27. Januar 2006 gegründeten Stiftungen Museumsbahn Stein am Rhein – Etzwilen – Hemishofen – Ramsen & Rielasingen – Singen (SEHR & RS), ein mittlerweile eidgenössisch konzessioniertes Infrastrukturunternehmen mit den amtlichen Initialen SEHR, und Eisenbahnbrücke Hemishofen übernahmen die Infrastruktur käuflich. Seit dem 1. August 2007 können zwischen Etzwilen und Ramsen Museumsfahrten durchgeführt werden. Am 28. Mai 2011 wurde der Abschnitt Ramsen – Rielasingen wieder offiziell in Betrieb genommen.
Der letzte Abschnitt von Rielasingen nach Singen konnte längere Zeit nicht befahren werden, da im Stadtgebiet Singen ein Stück Gleis fehlte – die Stadt Singen hatte dort beim Bau eines Kreisverkehrs die Schienen entfernt. Der Wiederaufbau der Gleise bis zum Bahnhof Singen mit Gleisanschluss an das restliche Netz wurde im Jahr 2019 fertiggestellt. Der Abschnitt zwischen Rielasingen und Singen wurde am 16. August 2020 wieder für den Bahnverkehr eröffnet.

### Zukunftsaussichten
2020 ergab eine Studie im Auftrag des Landes Baden-Württemberg ein hohes Nachfragepotenzial von täglich durchschnittlich 1120 Personenkilometer je Streckenkilometer bei der Aufnahme eines Schienenpersonennahverkehrs im Stundentakt. Im Auftrag der Stadt Singen und der Gemeinde Rielasingen-Worblingen wurde daraufhin eine Machbarkeitsstudie für die Varianten zwischen Singen und Ramsen sowie zwischen Singen und Etzwilen durchgeführt. Dabei wurde für eine Verlängerung der halbstündlichen Linie S 62 Schaffhausen – Singen nach Ramsen ein werktägliches Fahrgastpotential von 1513 Personenkilometer je Streckenkilometer und ein Nutzen-Kosten-Verhältnis nach der Standardisierte Bewertung von 1,2 sowie für eine Verlängerung der halbstündlichen Linie S 29 Winterthur – Stein am Rhein nach Singen ein Fahrgastpotential von 1026 und ein Nutzen-Kosten-Verhältnis von 1,1 ermittelt. Dabei wurde jeweils eine Elektrifizierung sowie zusätzliche Haltepunkte Singen-Eisvogel, Singen-Schnaidholz, Rielasingen Industriegebiet, Arlen-Rielasingen und Rielasingen-Talwiesen sowie in der Variante bis Etzwilen eine ca. 700 m Verbindungskurve Richtung Stein am Rhein unterstellt. Die Stadt Singen kündigte einen Entscheid der Gemeinderäte von Singen und Rielasingen-Worblingen vermutlich im Jahr 2025 über die Weiterverfolgung einer der beiden Varianten an.

## Streckenbeschreibung
Die Strecke Etzwilen–Singen überquert neun Brücken.

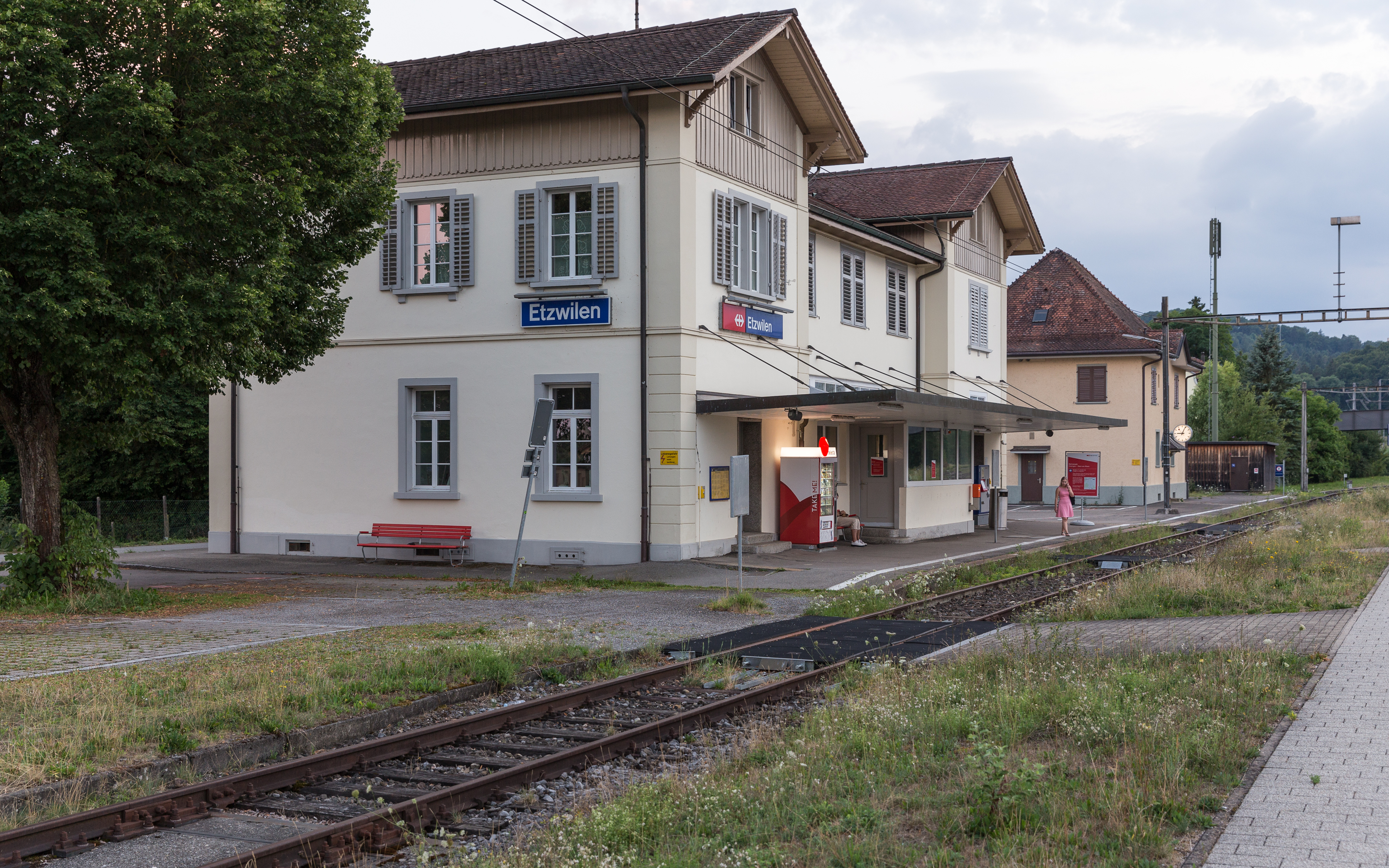
Bahnhof Etzwilen
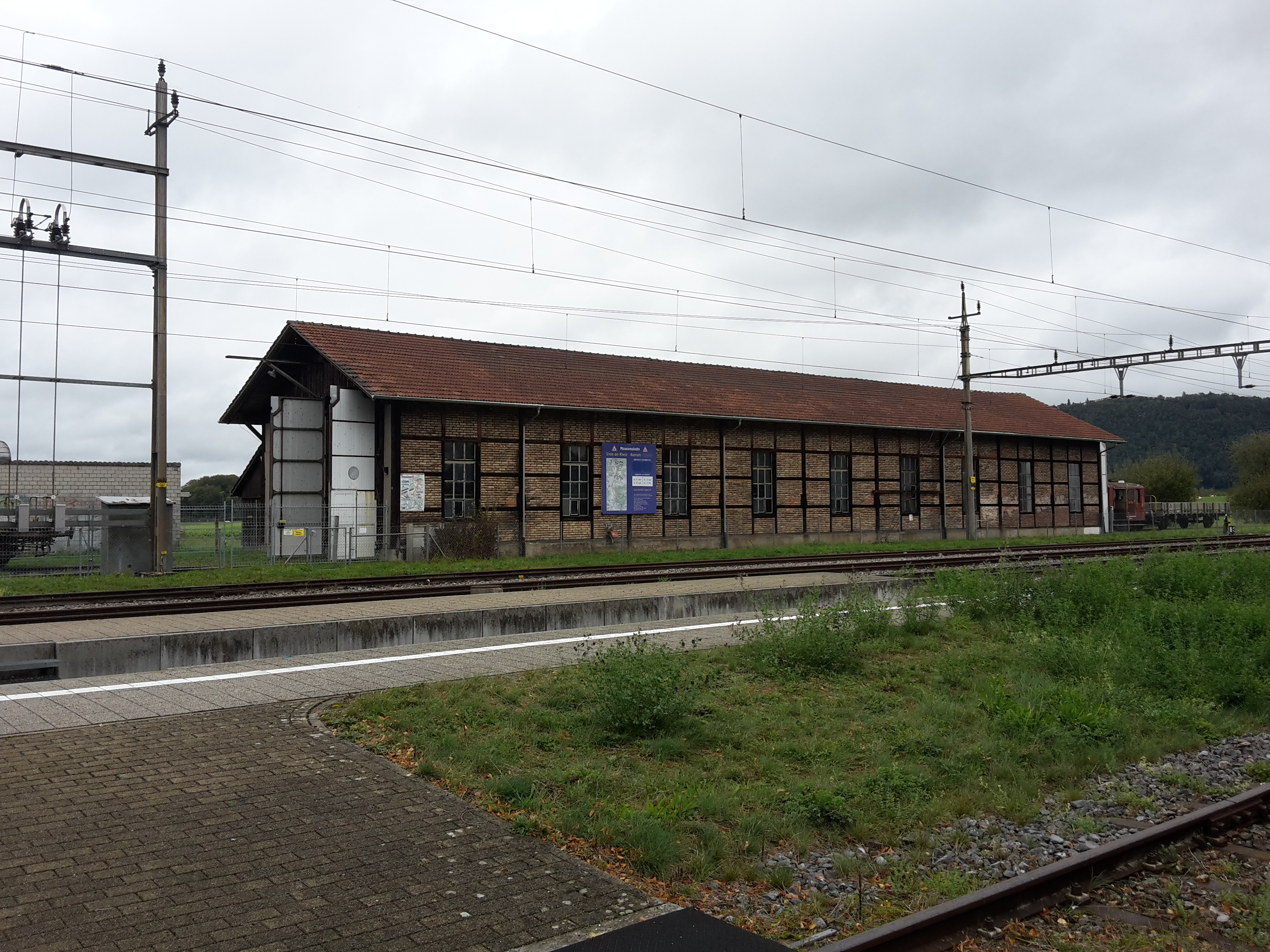
Lokschuppen Etzwilen
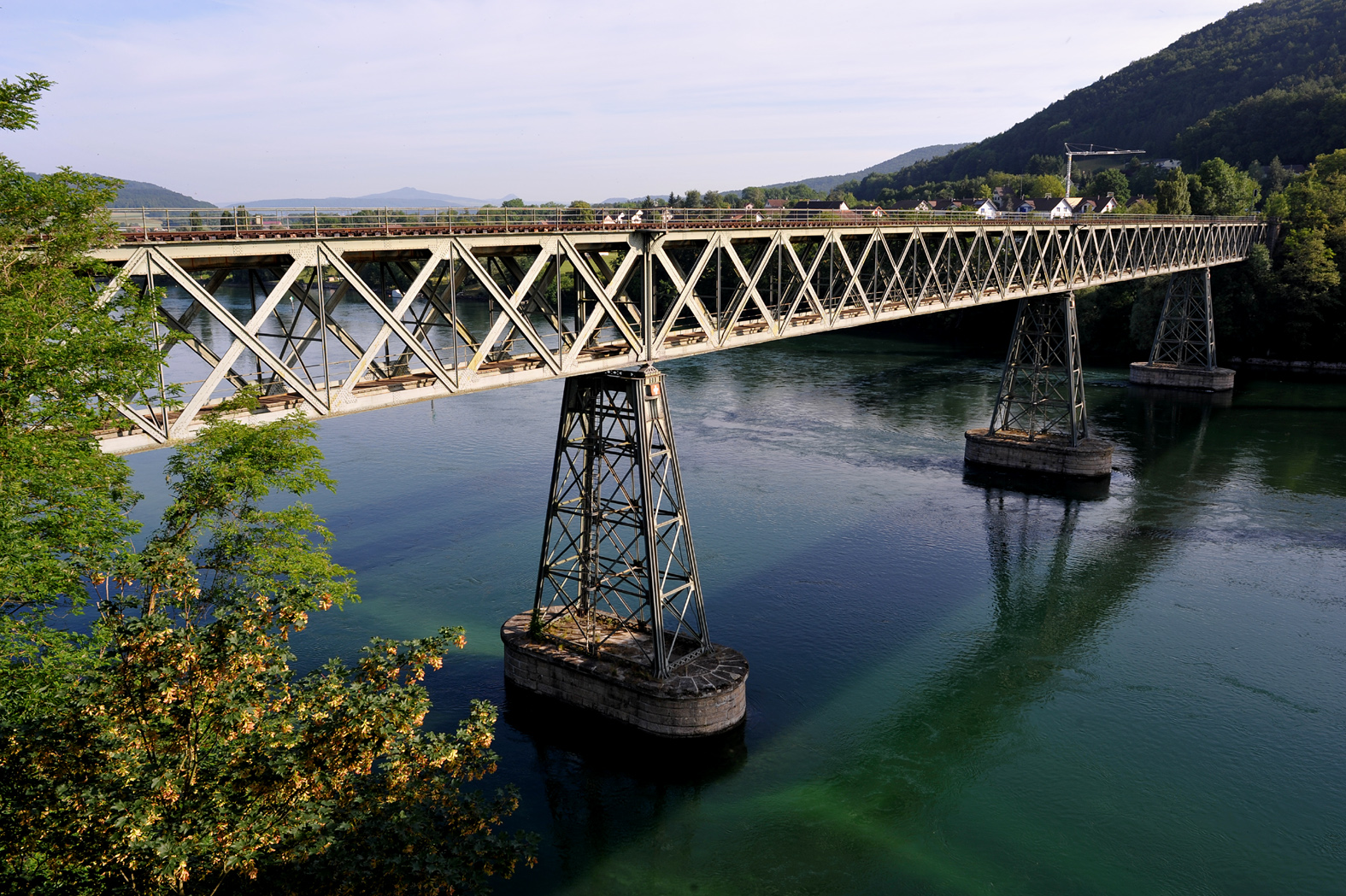
Rheinbrücke Hemishofen
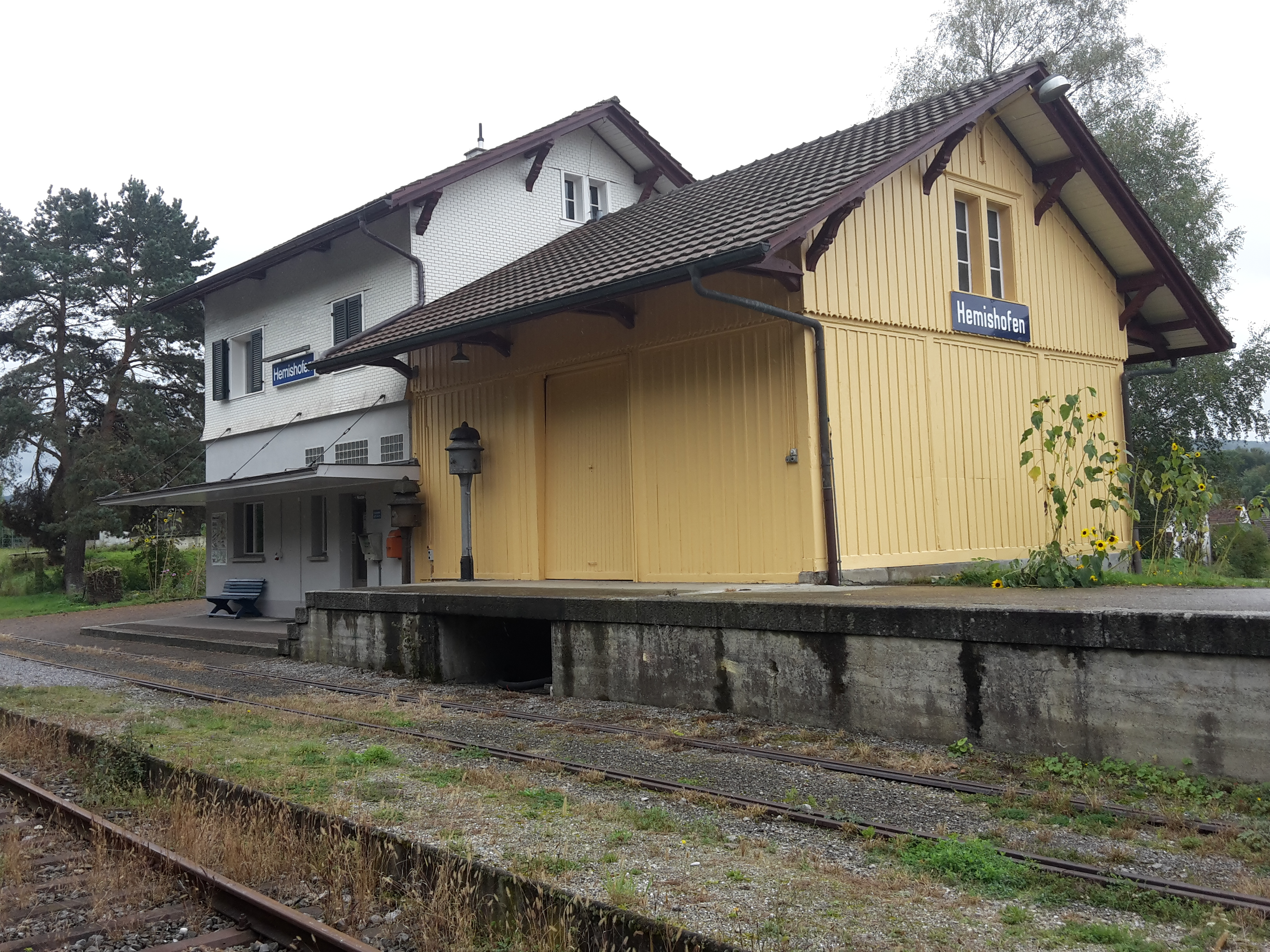
Bahnhof Hemishofen
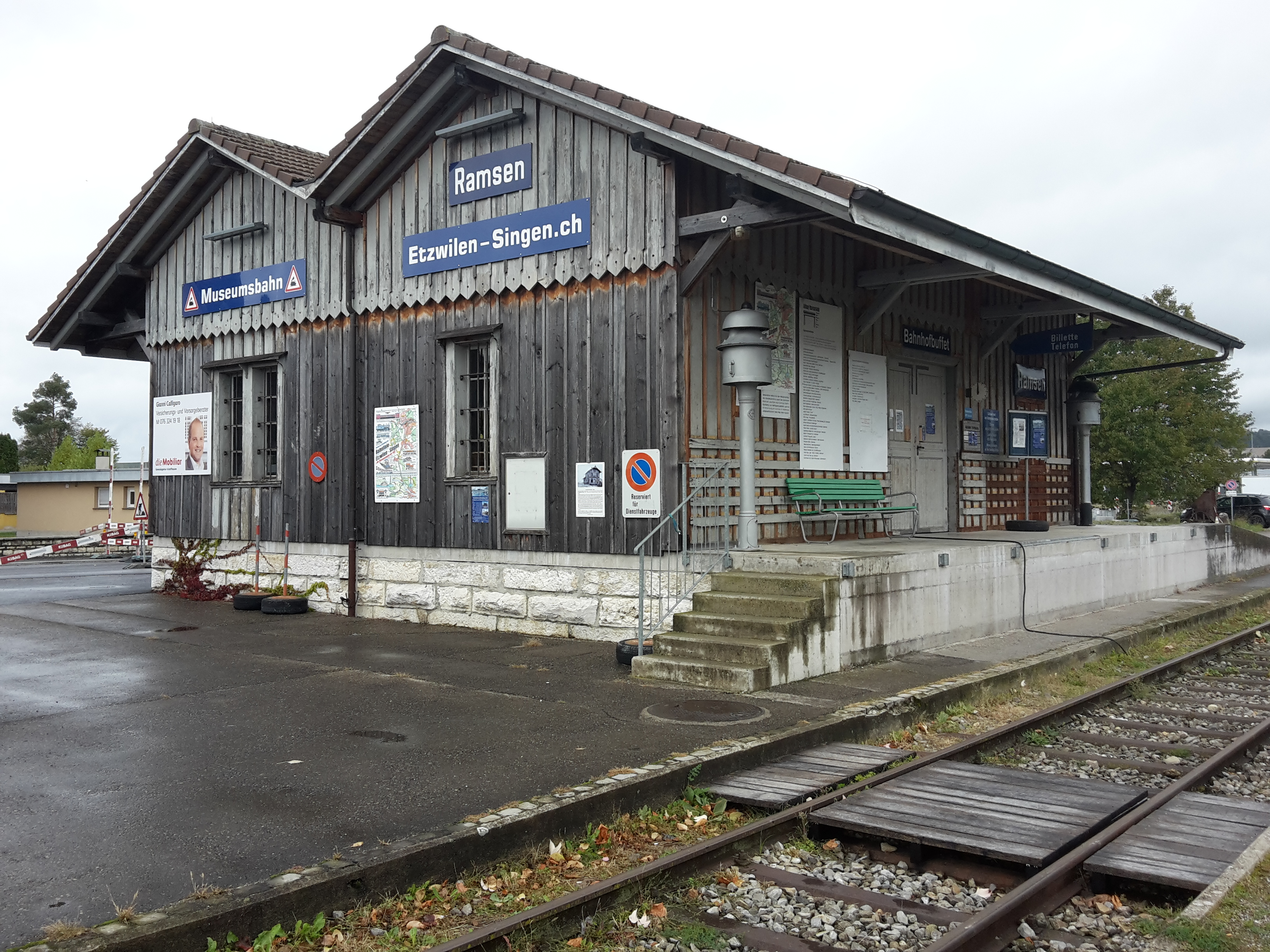
Bahnhof Ramsen SH
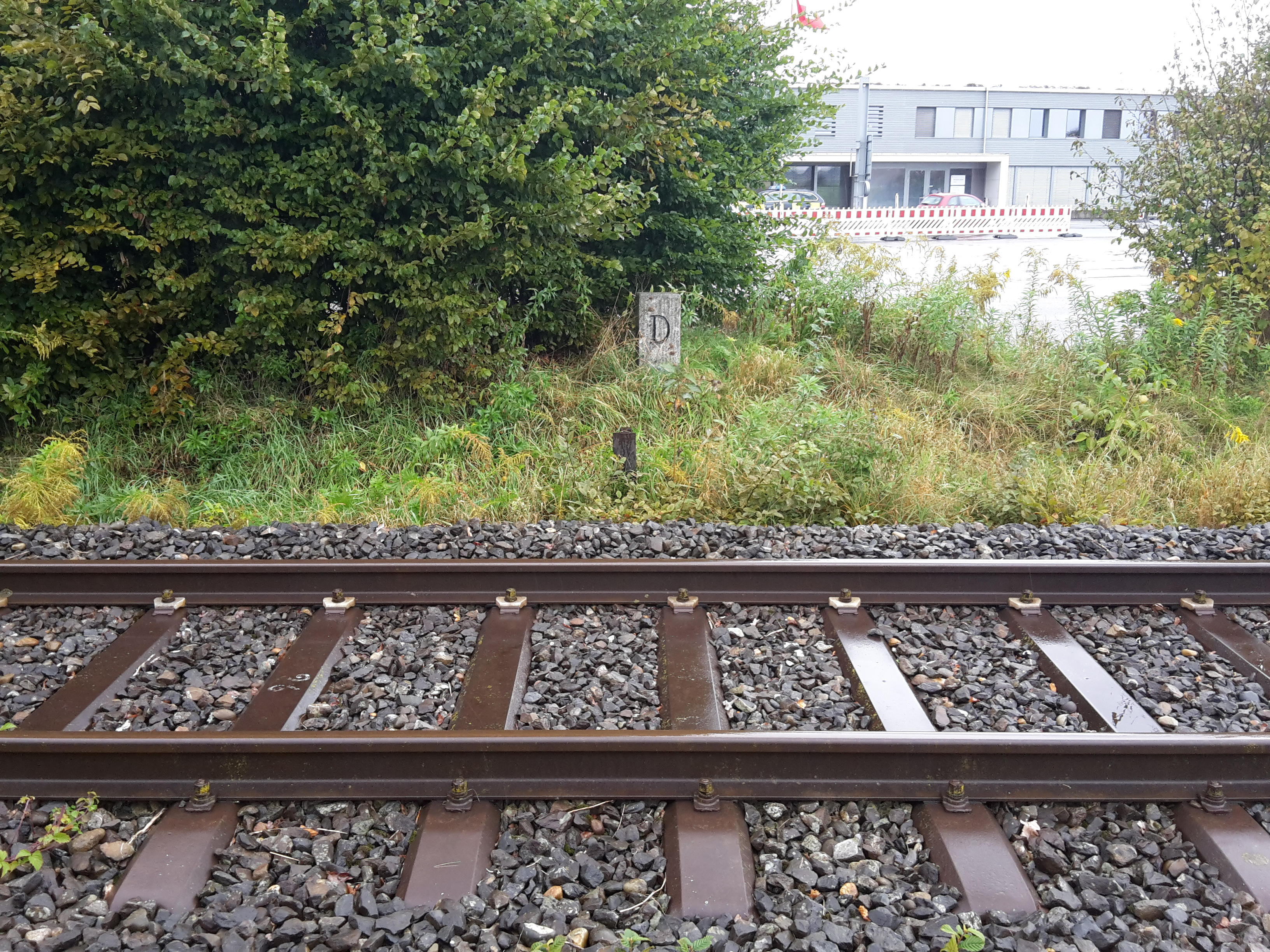
Staatsgrenze bei Ramsen SH
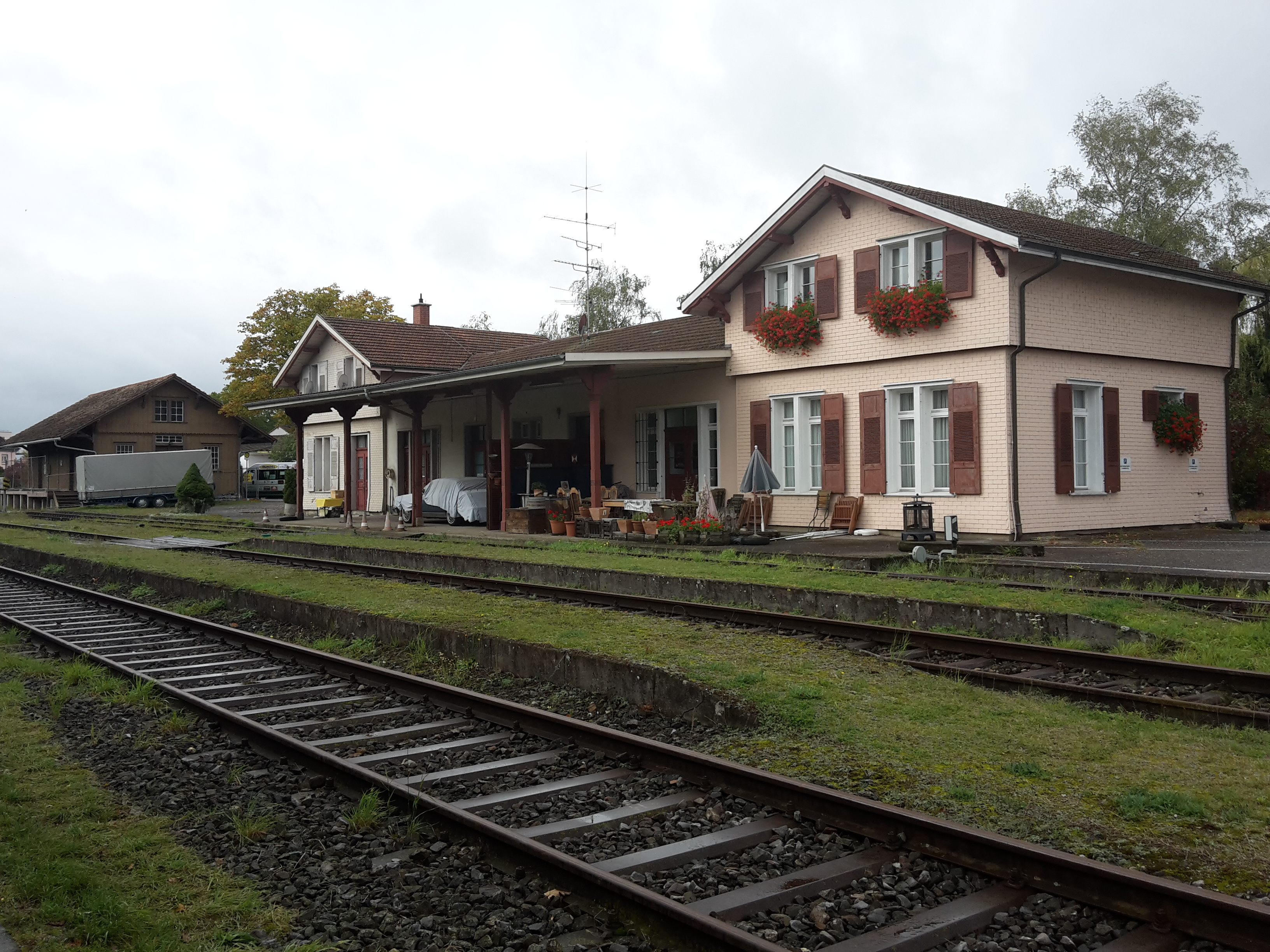
Bahnhof Rielasingen
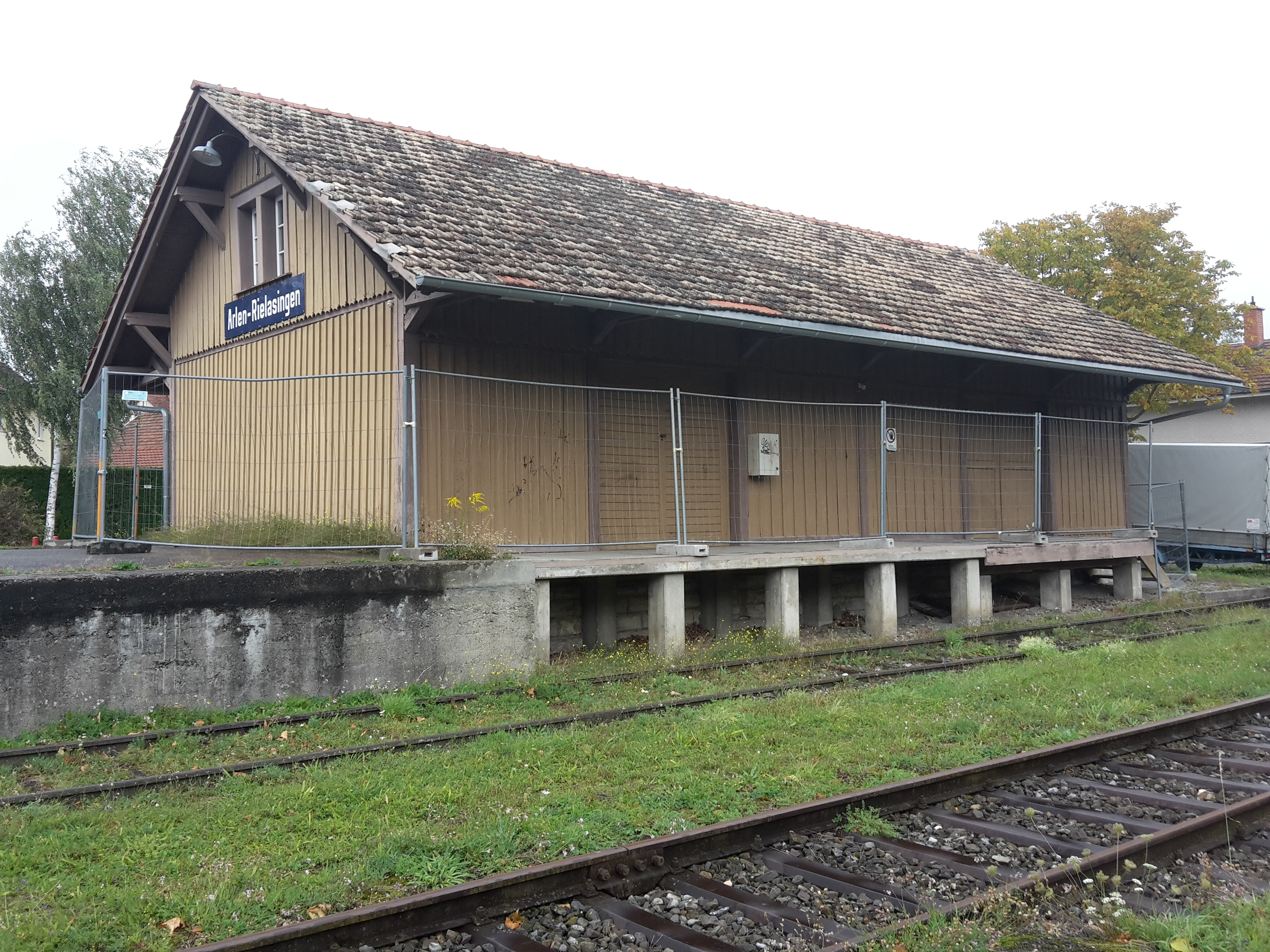
Güterschuppen Rielasingen
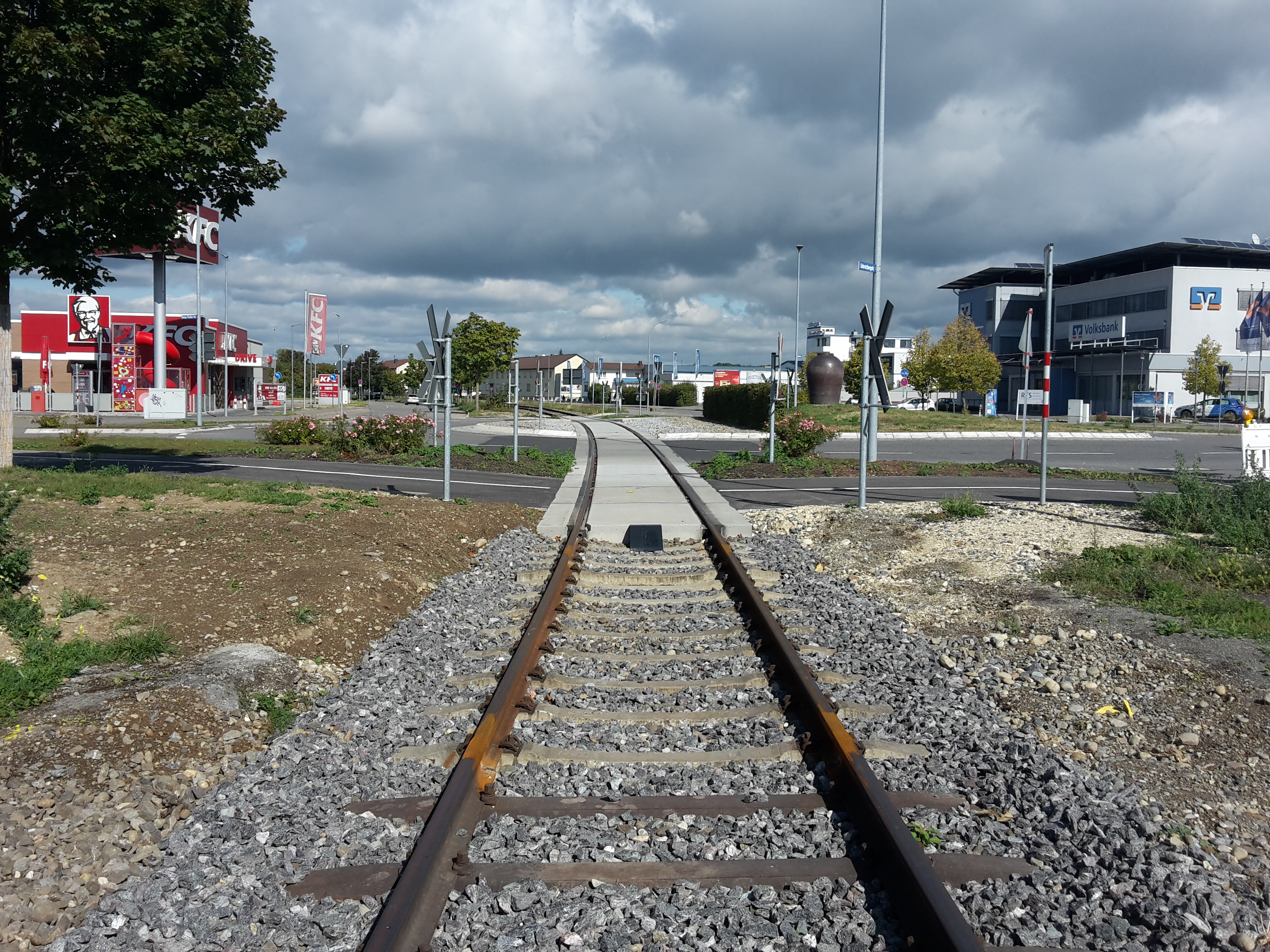
Lückenschluss durch den Kreisverkehr in Singen
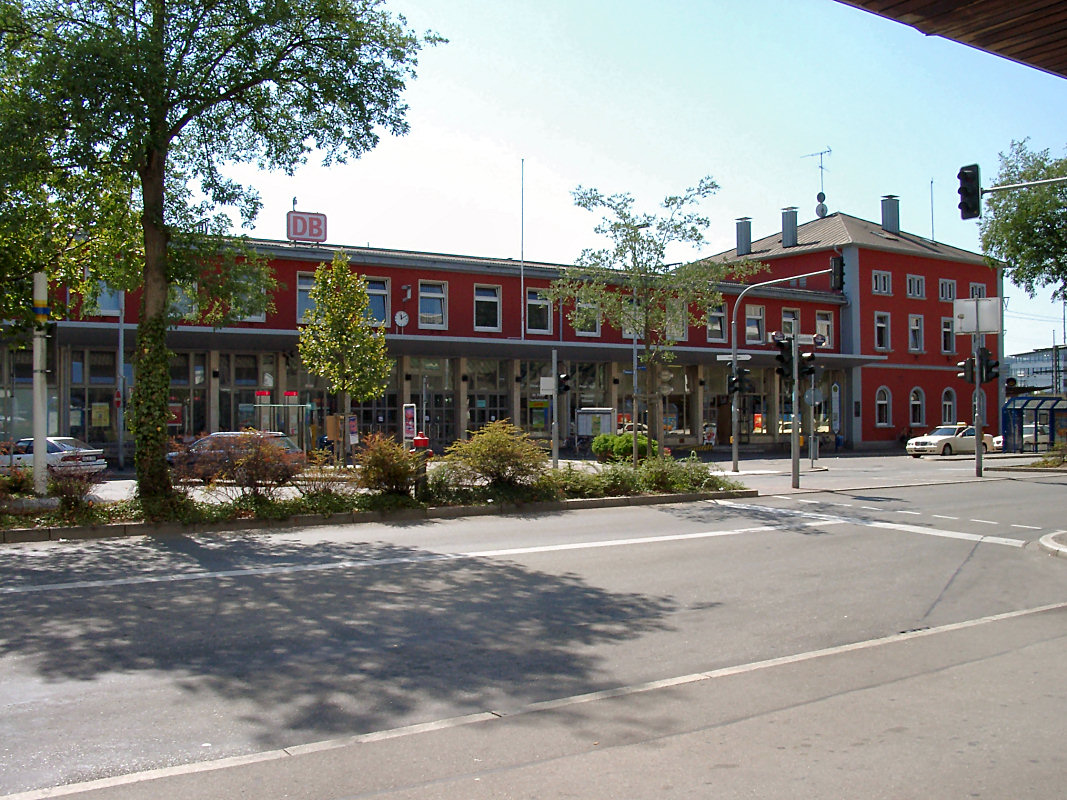
Bahnhof Singen (Hohentwiel), 2003 (noch ohne ZOB)

## Betrieb
Auf der Strecke sind an verschiedenen Stellen Signale aufgestellt, die jedoch nicht mehr in Betrieb sind (ausgenommen Einfahrsignal in Singen). Um sicherzustellen, dass sich immer nur ein Fahrzeug auf der Strecke befindet, müssen folgende zwei Bedingungen gesamthaft erfüllt sein:
1. Vor Befahren der Strecke muss eine schriftliche Fahrerlaubnis der Betriebsleitung vorliegen und
2. Die Zugfahrt muss im physischen Besitz eines Tokens sein. Als Token fungiert in diesem Fall ein Mobiltelefon, über das der Zug für die Betriebsleitung erreichbar ist und in dem die erforderlichen Telefonnummern der Betriebsleitung und weiteren Stellen (Notfallorganisationen etc.) abgespeichert sind.

Die Schienen zwischen Ramsen und Hemishofen (teilweise aber auch bis zum Fussgängerüberweg hinter der Rheinbrücke bei Kilometer 32,78) werden nicht nur von der Bahn befahren, sondern auch vom Freizeittourismus mit Draisinen, die von zwei bis fünf Personen genutzt werden können. Regelmässig finden auch in der Winterzeit verschiedene Arbeitstage statt. Mitarbeiter des Vereins zur Erhaltung der Eisenbahnlinie schneiden Sträucher und pflegen die Strecke sowie das Rollmaterial. Seit dem 16. August 2020 ist die Strecke wieder vollständig befahrbar.
Seit Dezember 2022 dient die Strecke der Firma Stadler Rail als Teststrecke für neue Fahrzeuge. So wurde dort zum Beispiel in den Jahren 2022/2023 der Flirt H2 mit Brennstoffzellenantrieb getestet, der zukünftig in Los Angeles/USA verkehren soll. Im Jahr 2024 wurde auf der Strecke der Bm 4/8 von Stadler getestet, der für die Campus-Eisenbahn des Handyherstellers Huawei gebaut wurde.